# Першинська-1
Пе́ршинська-1 (рос. Першинская-1) — присілок у складі Тарногського району Вологодської області, Росія. Входить до складу Верховського сільського поселення.

## Населення
Населення — 38 осіб (2010; 73 у 2002).
Національний склад (станом на 2002 рік):
- росіяни — 99 %